# Чернышев (Адыгея)
Чернышёв — хутор в Шовгеновском районе Республики Адыгея России. Входит в Заревское сельское поселение.

## География
Находится в 22 км к западу от центра района аула Хакуринохабля и в 7 км к северу от поселка Зарево. В хуторе 304 двора (302 дома), 8 улиц .
Площадь 331,03 га. 311 земельных участков, население хутора владеет 590 земельными паями в 3,2 га каждый. Имеется 162 дополнительных земельных участка для ведения огородничества.
По южной окраине протекает река Грязнуха (в том числе пруд Нижний Грязнухинский), по северной — река Улька. Наибольшая высота над уровнем моря 80 м, средняя высота 75 м.

## История
В окрестностях хутора 19 курганных групп и могильников различного периода, 4 древних поселения различных эпох, в основном бронзового века, что указывает на то, что эта территория была заселены человеком с древнейших времен.
1862 — год основания хутора Чернышёва. В этом году у поста Джигитского казак станицы Темиргоевской Осип Долбинов построил водяную мельницу, хату, разбил сад и виноградник. В 1870 г. сыновья екатеринодарского мещанина Кузьмы Речмедилова купили у жителя аула Пшизовского Теучежа Берзегова 115 десятин земли, на которой основан хутор Речмедилов. В 1877—1879 годах темрюкский мещанин Федор Андреевич Черныш выкупил у сына Осипа Долбинова Владимира 40 десятин земли и постройки на ней (Государственный архив Краснодарского края, ф. 574, оп. 1, д. 2220, стр. 8). Затем постепенно начали заселяться хутора Речмедилов и Чернышёв. Они были основаны переселенцами из станицы Тенгинской нынешнего Усть-Лабинского района Краснодарского края и внутренних губерний России: Харьковской, Полтавской, Воронежской, Курской, Екатеринославской, Таврической.
В 1881 г. в юрте а. Пшизова проживало 183 человека русских и украинских переселенца. Эти крестьяне осваивали болотистые места, терновники, обрабатывали целинный чернозем. Согласно «Списку населенных мест Кубанской области по данным 1882 года», в Чернышёвом хуторе было 8 дворов, в которых проживало 65 человек, имелась одна водяная мельница, в Речмедилове в 6 дворах 34 жителя, одна водяная мельница. Расположение хуторов на Майкопско-Тенгинско-Усть-Лабинской почтовой дороге, близость крупных станиц, Майкопа привели к быстрому росту населения, увеличению его достатка. В 1917 году в Чернышёвом проживало 477 человек, в Речмедилове — 728. Крупнейшими земвледельцами были семьи Фёдоровых, Чернышей, Речмедиловых, Гайсенюк, Крициных, Белоедовых, которые арендовали земли не только в юрте аула Пшизова, но и в юртах аула Уляап и станицы Гиагинской.
Первая мировая война привела к снижению жизненного уровня жизни, что вызывало недовольство у крестьян, особенно иногородних Кубани, страдавших от малоземелья и роста арендной платы за землю. Невозможность её уплаты, рост недоимок вызывали выступления крестьян. Так, в 1916 г. чернышане и речмедиловцы приняли участие в голодном бунте в станице Тенгинской. Октябрьскую революцию 1917 г. большинство крестьян встретило с одобрением. В декабре 1917 года установлена советская власть, создается красногвардейский отряд под командованием Е. А. Гречишкина, который сражается с корниловцами под Филипповским, Некрасовской, В хуторе открывается начальная школа (в то время в хуторе было 5 малограмотных и 1 грамотный — фельдшер А. А. Ильминский, который стал первым учителем). С этого времени хутора Чернышёв и Речмедилов стали называться Объединёнными.
В Объединённых хуторах начинаются преобразования: создается земельный комитет (согласно инструкции земельной комиссии совета депутатов Майкопского отдела от 16 февраля 1918 г.), который конфисковал землю у местных владельцев, распределял скот, инвентарь между беднотой хуторов.
В августе 1918 года отряд Гречишкина почти полностью гибнет в бою с белогвардейским отрядом полковника Орехова.
Вновь советская власть установлена в марте 1920 года. Создаётся совет депутатов трудящихся Объединённых хуторов и аула Пшизова, его секретарем был уроженец хутора П. Рябовол, а председателем земельного комитета А. Гриневецкий.
В 1922 году открыта изба-читальня и школа, тогда же хутор в составе Пшизовской волости вошёл в состав вновь образованной Адыгейско-Черкесской АО. В конце 1925 года создаётся отдельный Чернышёвский сельский совет, а в 1929 году — колхоз «Красный партизан» (с 1951 г. — «Ленинский путь»). В 1922—25 годах назывался хутором имени Хакурате, в 1926—1952 годах — Чернышёвским хутором.
К 1926 году хутора Чернышёвский (так в источниках хутор именовался до начала 1950-х годов), Речмедилов и Рогожин (на месте нынешней школы, возник около 1908 года) соединены сплошной застройкой.
В 1928 году Хакуринохабльская районная конференция бедноты и батрачества обсуждала вопрос о сплошной коллективизации сельского хозяйства. В 1929 году Хакуринохабльский район переименован в Шовгеновский, куда с 7 февраля 1929 года входил Чернышёвский сельсовет. Осенью 1929 года в хуторе Чернышёвом создаётся первый колхоз под названием «Красный партизан». В 1933 году колхоз приобрёл 15 голов племенного скота, построил кирпичный завод. С 1 сентября 1933 года в бывшем поместье Речмедиловых открывается семилетняя школа колхозной молодежи (ШКМ), в 1937 году — колхозный клуб, ясли и медпункт.
Из 205 хуторян на фронтах Великой Отечественной войны погибли и пропали без вести 162 человека.
10.08.1942 — 30.01.1943 — оккупация хутора немецко-фашистскими оккупантами. Освобождён частями 9 горно-стрелковой дивизии, под командованием полковника М. Евстигнеева. В центре хутора в 1975 году открыт памятник воинам-землякам павшим в 1941-45 годах. В 2010 году у него установлены мемориальные плиты с именами погибших.
В 1952 году центр сельсовета перенесён в хутор Новоруденко (теперь в составе п. Зарево).
С середины 1960-х и по начало 1990-х годов, колхоз «Ленинский путь» — одно из ведущих сельхозпредприятий Шовгеновского района.
В 1966 году открыт новый клуб, в 1965 году — средняя школа, в 1975 году — здание детского сада.

## Население
| 1882 | 1917  | 1927  | 1970 | 1989 | 2002 | 2010 | 2013 | 2014 |
| ---- | ----- | ----- | ---- | ---- | ---- | ---- | ---- | ---- |
| 99   | ↗1190 | ↘1012 | ↘988 | ↘856 | ↘821 | ↗839 | ↘830 | ↘813 |
| 2015 | 2016  | 2017  | 2018 | 2019 | 2020 | 2021 | 2023 | 2024 |
| ↘785 | ↘768  | ↘761  | ↗763 | ↗769 | ↗773 | ↘771 | ↘750 | ↘728 |

Национальный состав
По итогам Всероссийской переписи населения большинство населения хутора − русские (98%), также проживают украинцы, адыгейцы.

## Символика
С 22 августа 2011 года хутор имеет неофициальные герб и флаг. Описание герба: «В лазоревом поле золотое пониженное стропило, заполненное зеленью, обременённое золотым листом акации с положенными поверх него двумя золотыми пшеничными колосьями, сросшимися у основания, и сопровождаемое вверху золотым пламенеющим солнцем с лицом». Автор герба А. Е. Данильченко.
Стропило показывает, что хутор располагается недалеко от места слияния рек Ульки и Грязнухи, а образуемый стропилом зелёный треугольник — многочисленные курганы в окрестностях хутора, его главная историческая достопримечательность. Два золотых сросшихся колоса говорят о сельском хозяйстве и двух хуторах, впоследствии соединённых в один: Речмедилове и Чернышёвом. Лист акации означает, что хутора основаны переселенцами из разных мест (семена акации прорастают порой очень далеко от родного дерева), а также единство жителей хутора перед невзгодами (как мелкие листочки на одном стебле). Солнце с лицом — традиционный славянский символ тепла и благополучия, открытости и добра, а также напоминает, что хутор расположен на самом севере Адыгеи и его жители одними из первых встречают в республике восход солнца. Лазоревый (синий) цвет символизирует мирное небо, честь, искренность, добродетель, возвышенные устремления. Это также цвет Богородицы, в честь иконы которой («Неопалимая Купина») в хуторе есть православный приход. Зелёный цвет символизирует окружающую природу поселения, жизнь, надежду, радость, изобилие, возрождение и здоровье, леса и сады. Золото — символ благородства, величия, богатства и процветания, прочности и сельского хозяйства. Кроме того, лазоревый и золотой цвета перекликаются с национальными цветами Украины, откуда были большинство переселенцев, основавших хутора Чернышёв и Речмедилов (например, по переписи 1926 года в хуторе проживало почти 100 % украинцев), а золотой и зелёный считаются национальными цветами Адыгеи, в состав которой входит теперь хутор Чернышёв. Неофициальный флаг хутора Чернышёва повторяет рисунок и цвета герба хутора. Отношение сторон полотнища 2:3.

## Инфраструктура
- отделение почтовой связи;
- средняя школа;
- клуб;
- библиотека;
- в 2010 году построен новый фельдшерско-акушерский пункт;
- три частных магазина.

## Экономика
- Существует небольшой сельхозкооператив «Победитель».

## Транспорт
Есть транспортная связь с Хакуринохаблем, Майкопом и Краснодаром (транзит).

## Религия
С 2003 года действует храм Иконы Божией матери «Неопалимая Купина», который разместился в бывшем имении Речмедиловых. Здание признано памятником истории местного значения.

## Люди, связанные с хутором
В Чернышёвом хуторе родился известный певец и композитор Вилли Токарев (1934—2019).

## Улицы
- 9 Мая,
- Гречишкина,
- Заречная,
- Колхозный переулок,
- Мостовая,
- Северный переулок,
- Советская,
- Школьный переулок.